# Bokak
Bokak (marš. Taongi), atol od 11 otočića u sastavu Maršalovih Otoka, dio lanca Ratak.

## Zemljopis
Najsjeverniji od svih Maršalovih otoka, nalazi se 280 km sjeverozapadno od Bikara. 11 otočića okružuje središnju lagunu površine 78,04 km2. Atol je oblika polumjeseca, dužine oko 18 km i širine 9 km. 